# 易家街道
易家街道，是中华人民共和国湖北省武汉市硚口区下辖的一个乡镇级行政单位。

## 行政区划
易家街道下辖以下地区：
舵落口社区、工农社区、易家墩村、舵落口村和额头湾村。